# Leucula astigma
Leucula astigma är en fjärilsart som beskrevs av W. Warren 1905. Leucula astigma ingår i släktet Leucula och familjen mätare. Inga underarter finns listade i Catalogue of Life.